# حسام فوزي
حسام فوزي ناجي حمودي الجميلي هو لاعب كرة قدم عراقي برز في فترة التسعينات ويعد من أهم وأبرز مهاجمين الكرة آنذاك، وكان يسبب قلق على الخصوم، حيث شارك مع المنتخب العراقي لكرة القدم في أواسط التسعينات وبداية الألفية الجديدة، كان يلعب في مركز المهاجم وسجل أهدافا عديدة للمنتخب العراقي ولنادي الزوراء، وشارك مع منتخب بلاده في بطولة كأس أسيا 1996 في الامارات  و كأس آسيا 2000 في لبنان. والدورة العربية 1999 في الأردن.

## الانجازات
هداف الدوري العراقي موسم 1995 مع نادي الزوراء.